# Leyla McCalla
Leyla McCalla (Queens, 1985. október 3. –) amerikai klasszikus- és folkzenész, csellista, bendzsós, gitáros. Grammy-díjat nyert a The Carolina Chocolate Drops együttes tagjaként 2011-ben (Best Traditional Folk Album).

## Pályakép
McCalla New Jerseyben és Ghánában nőtt fel. Politikailag aktív szülei Haitiről vándoroltak be az Amerikai Egyesült Államokba. McCalla New Orleansban él. Angolul, franciául és kreol nyelven ír és énekel.
A Smith College-ban klasszikus csellót tanult a New York-i Egyetemen. A The Carolina Chocolate Drops folkzenekar tagjaként vált ismertté, amellyel több albumot is rögzített és Grammy-díjat is kapott.
2009-ben New Orleansba költözött, és családot alapított. Többször járt Haitin kutatni ősei zenéjét.
Saját nevével megjelent első albuma, a „Vari-Colored Songs”, amely a harlemi költő, Langston Hughes előtt tiszteleg. Második albuma, „A Day for the Hunter, a Day for the Prey” jelentette betörését szólóelőadóként a piacra 2016-ban. Szintén saját neve alatt jelent meg a „Capitalist Blues” című harmadik albuma, amely a kapitalizmus mechanizmusait kutatja New Orleans-i zenészek közreműködésével.
Rhiannon Giddens-szel, Amythyst Kiah-val és Allison Russell-lel  2019-ben kiadta a „Songs of Our Native Daughters” című albumát.
Michèle Montas és Jean Dominique munkája alapján a Radio Haiti-Internél McCalla színházi projektet rendezett a Duke University számára. Ezután az anyagot felhasználta „Breaking The Thermometer” (2022) című albumában.

## Albumok
- Vari-Colored Songs: A Tribute to Langston Hughes (2014)
- A Day for the Hunter, A Day for the Prey (2016)
- Capitalist Blues (2019)
- Breaking The Thermometer (2022)
- Sun Without the Heat (2024)

### Másokkal
- 2012: Carolina Chocolate Drops: Leaving Eden
- 2019: Our Native Daughters: Songs of Our Native Daughters

## Díjak
- 2011: Grammy-díj − The Carolina Chocolate Drops
- 2023: Américas Award,[3]

## Fordítás
Ez a szócikk részben vagy egészben  a   Leyla McCalla című német Wikipédia-szócikk ezen változatának fordításán alapul.  Az eredeti cikk szerkesztőit annak laptörténete sorolja fel. Ez a jelzés csupán a megfogalmazás eredetét és a szerzői jogokat jelzi, nem szolgál a cikkben szereplő információk forrásmegjelöléseként.